# 派克縣 (俄亥俄州)
派克縣（英語：Pike County）是美国俄亥俄州南部的一個縣，面積1,150平方公里。根據2020年美國人口普查，共有人口27,088人。縣治韋弗利（Waverly）。該縣成立於1815年2月1日，縣名紀念美國探險家紀伯倫·蒙哥馬利·派克。